# Хатч, Сидни
Сидни Герберт Хатч (англ. Sidney Herbert Hatch; 18 августа 1883, Ривер-Форест, Иллинойс — 17 октября 1966, Мейвуд, Иллинойс) — американский легкоатлет, серебряный призёр летних Олимпийских игр 1904.
На Играх 1904 в Сент-Луисе Хатч участвовал в двух дисциплинах. Он занял последнее десятое место в командной гонке на 4 мили, но в итоге его команда стала второй и выиграла серебряные медали. В марафоне он занял восьмую позицию.
На следующей Олимпиаде 1908 в Лондоне Хатч снова участвовал в марафоне и занял 14-ю позицию.